# عيسى آل عباس
عيسى آل عباس (بالإنجليزية: Issa Al Abbas)‏؛ مواليد 17 سبتمبر 1982 في القطيف ، السعودية، هو لاعب كرة قدم سعودي.

## مسيرة اللاعب
لعب سابقاً في نادي الخليج ونادي الترجي .

## وصلات خارجية
- عيسى آل عباس على موقع قاعدة بيانات كرة القدم.إي يو (الإنجليزية)
- عيسى آل عباس على موقع Soccerway.com (الإنجليزية)
- عيسى آل عباس على موقع كووورة